# 德宏民族出版社
24°26′15″N 98°35′05″E / 24.43743°N 98.58473°E
德宏民族出版社（英語：Dehong Nationalities Publishing House），1981年7月4日建立，是德宏傣族景颇族自治州人民政府主办的地州级出版社，以出版民族文字图书为主，位于云南省德宏傣族景颇族自治州芒市勇罕街1号。

## 下设部门
下设民文编辑部（傣文、景颇文、载瓦文、傈僳文编辑室）、汉文编辑部、美术编辑部、出版部、发行部、图书服务部、印刷厂、总编室、社长室等13个部室。

## 出版书目
德宏民族出版社出版的图书以德宏傣文、景颇文、载瓦文、傈僳文等文字为主，同时以汉文或民族文字出版民族问题研究著作，并出版有民族特色和适合本民族读者阅读的汉文图书。截止1996年底，该社出版图书共400余种，发行量约600万册。其中，民族文图书100余种，76万多册，其余为汉文图书。
这些图书中，有多种获奖。如《竹楼文谈》，在中国少数民族文学学会和中国当代文学学会主办的1979—1989年中国少数民族文学研究成果评奖中，获优秀著作奖；傣文《冒弓相》获西南西北九省区图书装帧设计二等奖，《目脑斋瓦》获云南省人民政府颁给的编辑奖等。
该社整理出版了一批民族民间文学作品，如《陶禾生》、《千种词》、《十二马》、《百灵鸟》、《冒弓相》、《景颇族民间故事》、《目脑纵歌》、《海罕》、《德宏傣族民歌44首》等。自1982年起，该社编辑、翻译出版了民族文小学语文课本、业余教育用书和参考书，并以民族文字出版了一批作物栽培技术图书和农业生产典型经验之类的图书以及汉文图书《德宏州概况》、《德宏民族商品生产之花》等。此外，该社出版了一批民族史、地方史、文史资料、党史资料以及县志、部门志等图书。

## 印刷排版
德宏民族出版社从1986年自办民族文排字车间，1990年6月成立印刷厂。1993年，称德宏民族出版社印刷厂。